# Phreatobius sanguijuela
Phreatobius sanguijuela és una espècie de peix de la família dels heptaptèrids i de l'ordre dels siluriformes.

## Morfologia
- Els mascles poden assolir 4,2 cm de longitud total.
- Nombre de vèrtebres: 45-46.[5]

## Hàbitat
És un peix d'aigua dolça i de clima tropical.

## Distribució geogràfica
Es va trobar a uns pous artificials a prop del riu Paraguá (un afluent del riu Iténez, Bolívia, Sud-amèrica).